# 콜베인세이
콜베인세이(아이슬란드어: Kolbeinsey)는 아이슬란드의 최북단 지점이자 바위섬이다. 섬의 이름은 스바르프달라 사가의 등장인물인 콜베인스달루르의 콜베인 시그문드손의 이름을 따서 명명되었다. 사가에 따르면 그는 이 섬에서 배를 자침시키고 자신의 부하들과 함께 죽었다고 전해진다.
식생이 없는 현무암 바위섬인 콜베인세이는 거센 파도에 따른 침식으로 근미래에 소멸될 것으로 예상된다. 1994년의 예측에 따르면 섬은 2020년경에 완전히 침식될 것으로 추정되었지만, 2020년 8월 톰 스콧은 썰물 때에도 섬이 여전히 보인다는 것을 확인하는 영상을 유튜브에 게시했다.

## 역사
콜베인세이의 원래 크기는 알려져 있지 않다. 1616년, 섬의 크기가 처음 측정 되었을 때의 크기는 남북으로 700m, 동서로 100m였다.  1903년, 섬의 크기를 재측정 했을 때, 1616년에 비해 절반이나 줄어들어 있었다. 1985년 8월, 섬의 너비는 39m로 측정되었다. 2001년 초, 콜베인세이의 면적은 90 제곱킬로미터로 측정되었다.
1952년, 아이슬란드 정부는 콜베인세이를 배타적 경제 수역의 기준점으로 정했다. 1975년, 아이슬란드는 콜베인세이를 기준으로 하여 배타적 경제 수역을 선언했다. 그러나 덴마크가 이를 강력히 반대했는데, 콜베인세이를 기준으로 배타적 경제 수역을 선언하면 그린란드 근해의 광대한 어장을 빼앗기기 때문이다. 이러한 반대에도 불구하고, 아이슬란드는 1989년 이 섬에 헬리콥터 이착륙장을 건설했고, 1990년대 알팅그에서 섬을 보강하기 위한 추가 지원이 논의되었다. 그러나 1997년 아이슬란드, 덴마크, 그린란드간의 협정이 체결되어 섬 근처의 배타적 경제 수역의 경계가 영구적으로 고정되었다. 해당 협정 이후 아이슬란드는 콜베인세이에 대한 어떠한 활동도 하지 않고있다.
2006년 3월, 헬리콥터가 더이상 콜베인세이에 착륙할 수 없다고 보고되었다. 2010년에는 헬리콥터 이착륙장이 완전히 무너졌고, 4m 간격으로 분리된 두개의 암초가 되었다고 보고되었다.

## 같이 보기
- 최북단순 나라 목록